# Panaxia domina
Panaxia domina är en fjärilsart som beskrevs av Jacob Hübner 1801. Panaxia domina ingår i släktet Panaxia och familjen björnspinnare. Inga underarter finns listade i Catalogue of Life.